# West Side Story (version Jazz)
Pour les articles homonymes, voir West Side Story (homonymie).
Albums de Cal Tjader
Demasiado Caliente Cal Tjader
West Side Story (version Jazz) est un album de la discographie de Cal Tjader enregistré et 1960 et sorti en 1961. C'est une adaptation latine jazz de la comédie musicale du même nom, créée par Leonard Bernstein et Stephen Sondheim. Il y a eu un extrait single sorti aussi en 1961 : « Cool ».

## Titres
1. Prologue - The Jet Song (A1) - 2:25  ∫ de Leonard Bernstein & Stephen Sondheim
2. Something's Coming (A2) - 2:35	∫  de Leonard Bernstein & Stephen Sondheim
3. Maria Interlude (A3) - 5:30	∫ de Leonard Bernstein & Stephen Sondheim
4. Maria (A4) - 3:04	∫ de Leonard Bernstein & Stephen Sondheim
5. Tonight (A5) - 2:57	∫ de Leonard Bernstein & Stephen Sondheim
6. America (B1) - 4:01	∫ de Leonard Bernstein & Stephen Sondheim
7. Cool (B2) - 2:48  ∫ de Leonard Bernstein & Stephen Sondheim
8. One Hand, One Heart (B3) - 2:40 ∫ de Leonard Bernstein & Stephen Sondheim
9. I Feel Pretty - Somewhere (B4) - 2:30	∫ de Leonard Bernstein & Stephen Sondheim

## Single extrait au format 45 (7")
- 1961 : 1. Cool (A1) (Single) / 2. Maria (B2) ∫ Référence[1] : Fantasy Records Fantasy  F-552 produit par Clare Fischer

## Personnel & Enregistrement
- Enregistrements studio en novembre 1960 à Los Angeles, (Californie). Masters Fantasy Records.

## Design de Couverture
- Photographie de : Bob Willoughby

## Informations de Sortie
- Année de Sortie : 1961
- Intitulé : Cal Tjader with Orchestra - West Side Story (ou parfois Cal Tjader with Strings - West Side Story )
- Label : Fantasy Records
- Référence Catalogue : Fantasy F-3310 (ou Réédition F-8054)
- Format : LP 33 (ou 12")
- Liner Notes : Clare Fischer, Chuck Ellsworth et Cal Tjader  [3].

## Réédition FormatCD
Dans la compilation Cal Tjader Plays Harold Arlen & West Side Story :
- Références : Fantasy Records F 24775 ou FCD 24775-2 (2002)[5].

À noter également : il existe une réédition (ou une compilation) LP intitulée Cal Tjader With Clare Fischer And His Orchestra (pas de détails) (Fantasy Records F-8379).

## Observations
Ce LP épuisé est surprenant et plutôt sobre. Alors que durant cette période, il y avait déjà beaucoup de versions de jazz de thème principaux de films et de spectacles, le vibraphonist Cal Tjader et l'arrangeur Clare Fischer se sont associées pour reprendre une douzaine de thèmes de la comédie musicale « West Side Story » créée en 1957, incluant « Maria », « America », « Tonight », et « I Feel Pretty ».
L'album sort en 1961 autour d'une actualité riche à propos de ce sujet.
Le traitement Latin jazz de “« West Side Story »” par Cal Tjader ne peut pas rivaliser avec l'enregistrement de Stan Kenton plébiscité par la critique de cette même liste de titres et sorti à la même époque. Mais il est tout à fait efficace et original. Cette même année, toujours, une adaptation cinématographique de « West Side Story » est également réalisée par Robert Wise et Jerome Robbins et remporte 10 Oscars.
Fischer, qui est avant tout un pianiste, joue du piano sur l'album et utilise un grand orchestre à cordes pour donner de l'ampleur à l'afro-cubain jazz de Cal Tjader. On pouvait s'attendre des versions latines jazz plus ambitieuses, mais la musique de cet album reste douce au contact et n'a pas le côté aventureux avec ses envolés de l'original.

### Avis critiques de l'album
Selon Richie Unterberger de Allmusic Guide, les arrangements orchestraux tendus de Clare Fischer ajoutent en réalité un peu d'épice de commande à ce programme, comme s'ils intensifiaient le facteur sentimentalité par endroit. West Side Story emploie donc pour cet album, des arrangements orchestraux inédits et le talent de Fischer à conduire un orchestre. Ce n'est pas la meilleure interprétation de ce classique musical, mais ça fonctionne tout de même.
Toujours selon lui, l'ambiance de Tjader semble plus appropriée pour quelques titres (les plus jazzy, naturellement, comme « The Jet Song » et « Cool ») que pour les plus mélodramatiques. On entend le conga de Mongo Santamaria sur « Tonight », un des meilleurs titres « America », quoique quelques parties de la partition du thème original ont été omises de l'interprétation complète.